# 瞿丽雅
瞿丽雅（1953年—），汉族，中华人民共和国政治人物、第十一届全国政协委员。
加入中国致公党，担任贵州省环保局副局长。2008年，当选第十一届全国政协委员，代表中华全国妇女联合会，分入第二十组。